# Сантьяго, Беа
Беа Роу́з Монтерде Сантья́го (исп. Bea Rosa Monterde Santiago; род. 17 февраля 1990, Мунтинлупа, Столичный регион) — филиппинская модель и актриса, победительница конкурса красоты «Мисс Интернешнл 2013».

## Биография
Беа Сантьяго родилась 17 февраля 1990 года в Мунтинлупе и она старшая из трёх детей. В возрасте 15 лет вместе с семьёй переехала в Канаду. Она поступила в Йоркский университет, где изучала коммуникационные исследования по специальности «Связи с общественностью». Ещё будучи подростком Роуз стала работать моделью в компании «Elite Model Management».
Беа Сантьяго получила право представлять Филиппины на международном конкурсе красоты «Мисс Интернешнл 2013». 17 декабря 2013 года Беа была коронована как «Мисс Интернешнл», став пятой представительницей Филиппин, которая выигрывала этот конкурс. Свою победу Беа Сантьяго посвятила жертвам тайфуна Хайян.

## Состояние здоровья
В августе 2018 года стало известно, что у Беа Сантьяго была диагностирована хроническая болезнь почек, которую она объяснила интенсивным посещением спортзала. В декабре того же года у неё произошла почечная недостаточность и она прошла диализ в Университетской больнице Торонто и ей потребовалась трансплантация.
В апреле 2022 года стало известно, что ей была пересажена почка её брата.